# Нора (рассказ)
«Нора́», другое название «Лабиринт» (нем. Der Bau) — незаконченный рассказ Франца Кафки, написанный за полгода до смерти автора. Он изображает тщетную борьбу некоего животного за совершенствование своего огромного земного сооружения для защиты от врагов. Повествование о запутывании в компульсивном наблюдении самодельной лабиринтной установки, которая порождает растущую паранойю. Рассказ был опубликован посмертно редакцией «Beim Bau der Chinesischen Mauer» (Берлин, 1931 г.) другом и литературным душеприказчиком писателя Максом Бродом.
Предполагается, что Кафка написал окончание истории, подробно описывающее борьбу с вторгшимся зверем, но эта законченная версия была среди работ, уничтоженных любовницей Кафки Дорой Диамант после его смерти. Как и в других произведениях автора («Превращение», «Исследования одной собаки» и «Певица Жозефина, или Мышиный народец»), в «Норе» также представлено антропоморфное животное. Кафка часто работал в этом жанре.

## Сюжет
Сюжет повествуется от первого лица, неопределенного, похожего на барсука животного, которое строит себе разнообразное подземное сооружение. Животным овладевает идея защитить себя от любого врага путём оптимизации постройки своего жилища. Животное очень удовлетворено своим строительством. Он часто мирно дремлет в нём, питается своими запасами и продолжает день ото дня вести своё строительство.
Однако есть две области строительства, которые его беспокоят: «Площадь замка» и вход. На «Площади замка» хранится основное количество припасов. Но их распределение кажется ему неблагоприятным. Должно быть несколько замков для распределения припасов, но животное видит себя перегруженным необходимой строительной работой. Вход, покрытый мхом, не позволяет незаметно входить и выходить. Животное выполняет различные процедуры, такие как создание исследовательских траншей и дополнительных проходов, в течение нескольких дней наблюдает за входом снаружи. Но он не находит решения, которое удовлетворило бы его потребности в безопасности.
После одной из частых фаз сна животное просыпается и замечает какой-то звук, едва слышное шипение. Отныне животное с надеждой обращает всю свою энергию и внимание на то, чтобы найти и отключить причину. Но эта надежда обманчива.
Животное замечает, что звук не к месту, скорее, он слышен одинаково громко в любом месте постройки. Животное не может отнести этот звук к конкретному врагу, тем не менее оно одержимо им. Он уже не спит и почти не ест. Как под принуждением, он пытается выяснить всё о шуме. Но звук упорно ускользает от любого доступа. Последняя фраза, с которой прерывается повествование, гласит: «Но все оставалось неизменным…». Эта фраза стоит в конце страницы, что позволяет предположить, что Кафка написал ещё больше и написал заключение. Однако, чтобы опубликовать повествование как завершённое, друг Макс Брод изменил якобы последнюю фразу на: «Но ведь ничего подобного не было…».

## Анализ текста
Уже первые фразы обрисовывают все повествование и состояние животного: «Постройку свою я завершил, и вроде бы она удалась. [ … ] А то ведь, неровен час, перехитришь себя самого, я-то это умею[ … ]». Так развивается монологический, всё более одержимый поток речи героя до конца рассказа.
Животное, чьи стремления — это хеджирование, изобилие пищи и уют (что можно связать с Бидермайером и мелкой буржуазией), создало себе лабиринтное земное сооружение, которое, похоже, удовлетворяет эти потребности. Хотя некоторые недостатки конструкции всё же беспокоят, тем не менее животное симбиотически чувствует себя связанным с ним. На самом деле животное никогда, как всегда опасается, не нападает по-настоящему, ни при входе или выходе, ни внутри своей норы.
Едва заметное, необъяснимое шипение, хотя и не приближается, но кажется вездесущим, не позволяя животному обнаружить какое-либо отношение к нему самому. Именно явное отсутствие причинности звука всё чаще вызывает в животном глубокую параноидальную панику. Прежние механизмы его рационально-технических соображений по улучшению строительства теперь уходят в пустоту. Зверь заблудился в лабиринте своих панических мыслей так же, как враг должен заблудиться в созданном им лабиринте. Животное наблюдает и анализирует звук (противника) с чрезмерным вниманием. Но каждое его действие на разведку уходит в пустоту, всё остается неизменным.
Этот звук воспринимается как «окончательный». Однако Макс Брод, ссылаясь на Дору Даймонд, последнюю подругу Кафки, пишет о «напряжённой до конца боевой позиции в непосредственном ожидании зверя и решающей битвы, в которой будет покорён герой».

## Интерпретации текста
Кафка в 1915 году под впечатлением войны посетил стрелковый ров, предназначенный для публики, с его клаустрофобной теснотой, и получил представление о окопной войне. Можно подумать, что он обрабатывал эти впечатления ещё восемь лет спустя в описании убогого подземного лабиринта.
Помимо прочего, в своих рассказах о животных, особенно в «Норе», Кафка сильно ориентировался на описания из научно-популярной книги «Жизнь животных Брема»: здесь шаблоном послужил барсук.
Кафка наполовину в шутку объяснил своей подруге Доре Даймонд, что она — «замок» его истории. Таким образом, строительство связано с тогдашними жизненными и жилищными условиями Кафки. Существует предположение, что звук исходит вовсе не извне, а от самого главного героя, и таким образом может быть намёком на прогрессирующий туберкулёз легких у писателя. Другой биографический подход к интерпретации устанавливает отношения между образованиями строительства и самим творчеством Кафки (аналогичная ситуация описана в рассказе «Одиннадцать сыновей»). После этого площадь замка и входной лабиринт соответствовали фрагментам романа «Замок» и «Америка». Но также можно прочитать текст и как попытку Кафки вывести представление о потоке сознания в духе теории «прозрачных умов» Доррита Кона на уровень теряющегося в тревожных размышлениях повествования с такими авторами, как Джеймс Джойс или же Артур Шницлер.

## Отсылки на другие произведения Кафки
Строительство можно назвать поздним произведением Кафки. Здесь можно найти мотивы из других его работ, например, из «Замка», а именно тщетность и неудачи интенсивного стремления. Большое копающее животное уже появляется в рассказе «Деревенский учитель (Гигантский крот)». Описание раздражения от звуков непонятного происхождения изображается в «Большом шуме». Внутреннее течение текста, а именно вполне позитивно настроенное начало, быстрое появление сомнений и, в конце концов, паника и потеря себя, сильно напоминает построение повествования «Приговор».